# Manuel Maria Barbosa du Bocage
Manuel Maria Barbosa l'Hedois du Bocage (Setúbal, 15 de setembro de 1765 – Lisboa, Mercês, 21 de dezembro de 1805) foi um poeta nacional português e, possivelmente, o maior representante do arcadismo lusitano. Embora ícone deste movimento literário, é uma figura inserida num período de transição do estilo clássico para o estilo romântico que terá forte presença na literatura portuguesa do século XIX. Era primo em segundo grau do zoólogo José Vicente Barbosa du Bocage.

## Biografia

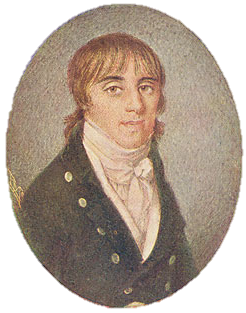
Bocage com cerca de 20 anos de idade

Nascido em Setúbal às 15 horas de 15 de Setembro de 1765, falecido em Lisboa na manhã de 21 de Dezembro de 1805, era filho do bacharel José Luís Soares de Barbosa, juiz de fora, ouvidor, e depois advogado, e de D. Mariana Joaquina Caetana  Xavier L'Hedois Lustoff du Bocage, cujo pai era o Almirante francês Gil Hedois du Bocage, que chegou a Lisboa em 1704, para reorganizar a Marinha de Guerra Portuguesa. Foi seu padrinho de batismo Heytor Botelho de Moraes Sarmento, 4º Guarda-Mor do Sal de Setúbal, Senhor da Quinta das Machadas, Fidalgo da Casa Real. E sua madrinha foi Luísa Matilde de São Boaventura, freira dominicana do Convento de São João Batista, em Setúbal.

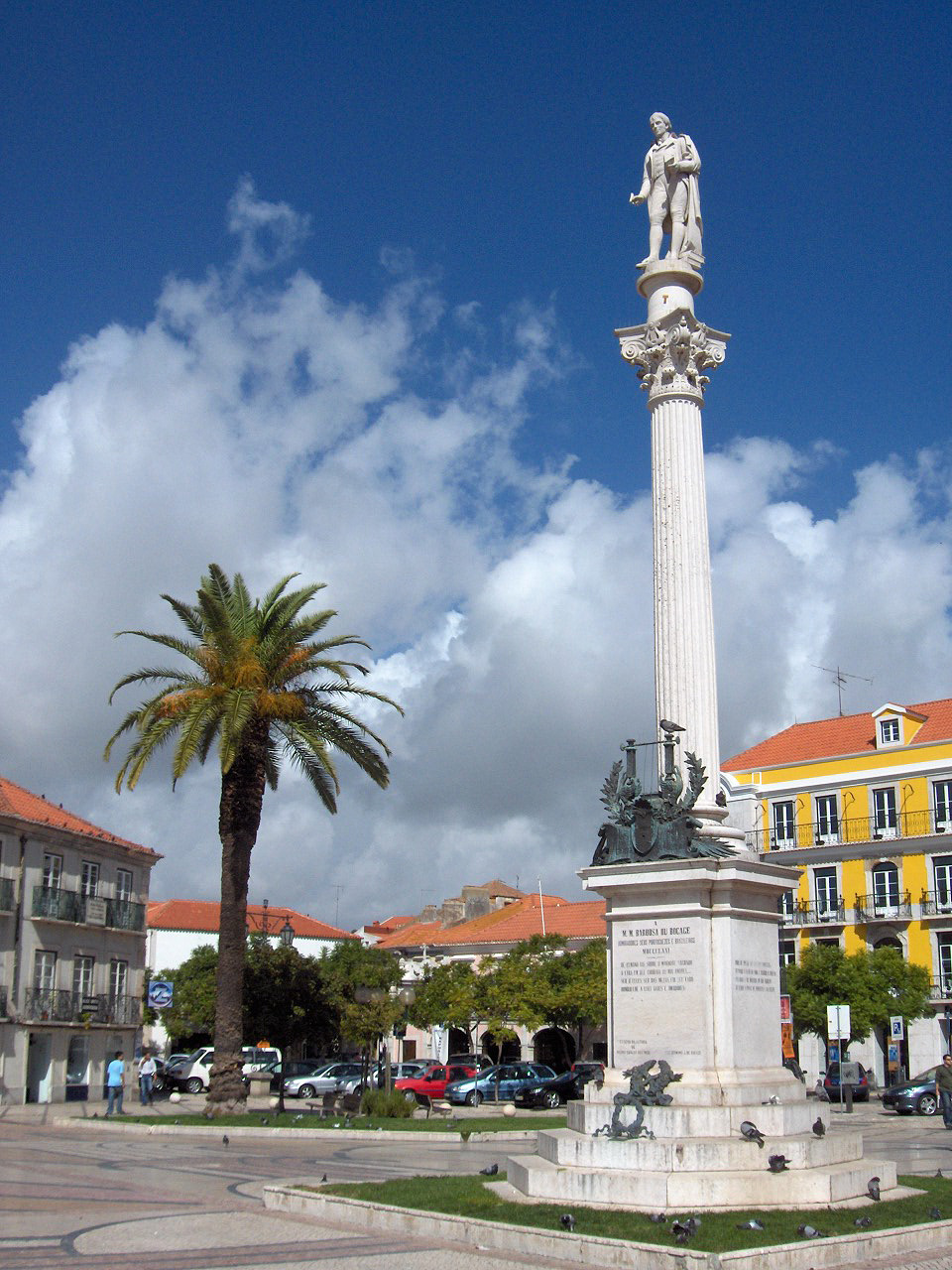
Monumento de Bocage em Setúbal

Teve um irmão e quatro irmãs. O pai do poeta, José Luís Soares de Barbosa, nasceu em Santa Maria da Graça, Setúbal, em 29 de Setembro de 1728, e era filho de Luís Barbosa Soares e de Eugénia Maria Inácia Bispo. Bacharel em Direito pela Universidade de Coimbra, foi juiz de fora em Castanheira e Povos, cargo que exercia durante o Sismo de Lisboa de 1755, que arrasou aquelas povoações.
Em 1765, foi nomeado ouvidor em Beja, e para lá se mudou com a família. Só voltaria para Setúbal cinco anos depois. Acusado de ter desviado a décima enquanto ouvidor, possivelmente uma armadilha para o prejudicar, visto ser próximo de pessoas que foram vítimas de Pombal, o pai de Bocage foi preso para o Limoeiro em 1771, nunca chegando a fazer defesa das suas acusações. Com a morte do rei D. José I, em 1777, dá-se a "viradeira", que valeu a liberdade ao pai do poeta, que voltou para Setúbal, onde foi advogado.
A sua mãe era natural da Encarnação, Lisboa e era segunda sobrinha da célebre poetisa francesa, madame Anne-Marie Le Page du Bocage, tradutora do "Paraíso" de Milton, imitadora da "Morte de Abel", de Gessner, e autora da tragédia "As Amazonas" e do poema épico em dez cantos "A Columbiada", que lhe mereceu a coroa de louros de Voltaire e o primeiro prémio da academia de Rouen.
Apesar das numerosas biografias publicadas após a sua morte, boa parte da sua vida permanece um mistério. Não se sabe que estudos fez, embora se deduza da sua obra que estudou os clássicos e as mitologias grega e latina, que estudou francês e também latim. A identificação das mulheres que amou é  duvidosa e discutível.

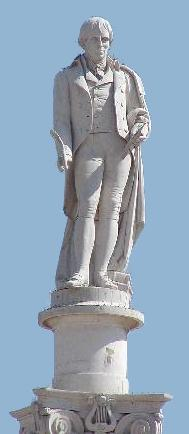
Monumento de Bocage em Setúbal (estátua)

A sua infância foi infeliz. O pai foi preso, quando ele tinha seis anos e permaneceu na cadeia seis anos. A sua mãe faleceu quando tinha quase nove anos. Possivelmente ferido por um amor não correspondido, assentou praça como voluntário em 22 de setembro de 1781 e permaneceu no Exército até 15 de setembro de 1783. Nessa data, mudou-se para Lisboa e foi admitido na Escola da Marinha Real, onde fez estudos regulares para guarda-marinha. No final do curso desertou, mas, ainda assim, surge nomeado guarda-marinha por D. Maria I. Nessa altura, já a sua fama de poeta e versejador corria por Lisboa.
Em 14 de Abril de 1786, embarcou como oficial de marinha para a Índia, na nau “Nossa Senhora da Vida, Santo António e Madalena”, que chegou ao Rio de Janeiro em finais de junho.
Na cidade, viveu na atual Rua Teófilo Otoni, e diz o "Dicionário de Curiosidades do Rio de Janeiro" de A. Campos - Da Costa e Silva, pg 48, que "gostou tanto da cidade que, pretendendo permanecer definitivamente, dedicou ao vice-rei algumas poesias-canção cheias de bajulações, visando atingir seus objetivos. Sendo porém o vice-rei avesso a elogios, e admoestado com algumas rimas de baixo calão, que originaram a famosa frase: "quem tem c... tem medo, e eu também posso errar", fê-lo prosseguir viagem para as Índias". Fez escala na Ilha de Moçambique (início de setembro) e chegou à Índia em 28 de outubro de 1786. Em Pangim, frequentou de novo estudos regulares de oficial de marinha. Foi depois colocado em Damão, mas desertou em 1789, embarcando para Macau. Foi preso pela inquisição, e na cadeia traduziu poetas franceses e latinos.
A década seguinte é a da sua maior produção literária e também o período de maior boémia e vida de aventuras.
Ainda em 1790 foi convidado e aderiu à Academia das Belas Letras ou Nova Arcádia, onde adotou o pseudónimo Elmano Sadino. Mas passado pouco tempo escrevia já ferozes sátiras contra os confrades. Em 1791, foi publicada a 1.ª edição das “Rimas”.

“Já Bocage não sou!…
À cova escura
Meu estro vai parar desfeito em vento…
Eu aos céus ultrajei! O meu tormento
Leve me torne sempre a terra dura.
(…)”

— Bocage
Dominava então Lisboa o Intendente da Polícia Pina Manique que decidiu pôr ordem na cidade, tendo em 7 de Agosto de 1797 dado ordem de prisão a Bocage por ser “desordenado nos costumes”. Ficou preso no Limoeiro até 14 de novembro de 1797, tendo depois dado entrada no calabouço da Inquisição, no Rossio. Ficou até 17 de fevereiro de 1798, tendo ido depois para o Real Hospício das Necessidades, dirigido pelos Padres Oratorianos de São Filipe Neri, depois de uma breve passagem pelo Convento dos Beneditinos. Durante este longo período de detenção, Bocage mudou o seu comportamento e começou a trabalhar seriamente como redactor e tradutor. Só saiu em liberdade no último dia de 1798.
De 1799 a 1801 trabalhou sobretudo com Frei José Mariano da Conceição Veloso, um frade brasileiro, politicamente bem situado e nas boas graças de Pina Manique, que lhe deu muitos trabalhos para traduzir.
A partir de 1802, até a morte por aneurisma aos 40 anos, viveu em casa por ele arrendada no Bairro Alto, naquela que é hoje o n.º 25, 3° da Travessa André Valente, freguesia das Mercês (Lisboa). Foi sepultado num jazigo subterrâneo da Igreja Paroquial de Nossa Senhora das Mercês, em Lisboa. 
15 de setembro, data de nascimento do poeta, é o feriado municipal de Setúbal.
Encontra-se colaboração póstuma da sua autoria na revista Ilustração Popular (1884), no semanário Azulejos  (1907-1909) e no periódico O Azeitonense (1919-1920).

## Autorretrato

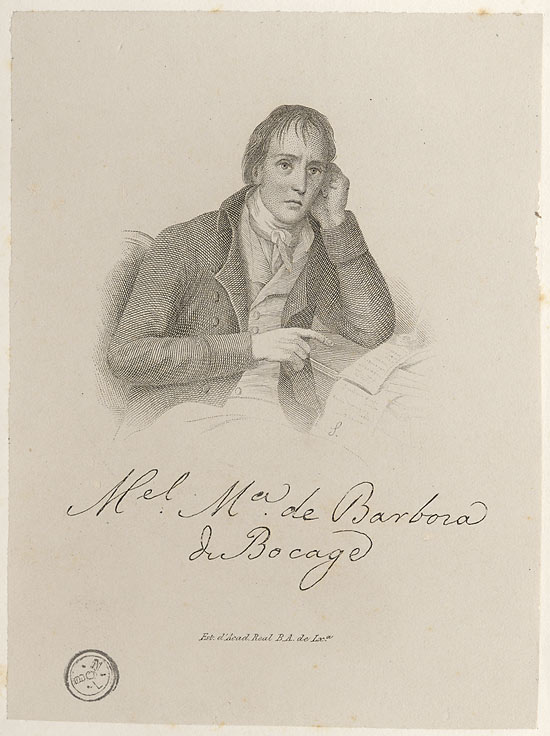
Retrato gravado a buril e água-forte por Joaquim Pedro de Sousa

Magro, de olhos azuis, carão moreno,
Bem servido de pés, meão na altura,
Triste de facha, o mesmo de figura,
Nariz alto no meio e não pequeno;
Incapaz de assistir num só terreno,
Mais propenso ao furor do que à ternura;
Bebendo em níveas mãos, por taça escura,
De zelos infernais letal veneno;
Devoto incensador de mil deidades
(Digo, de moças mil) num só momento,
E somente no altar amando os frades,
Eis Bocage, em quem luz algum talento;
Saíram dele mesmo estas verdades,
Num dia em que se achou mais pachorrento.
— Bocage

## Retrato

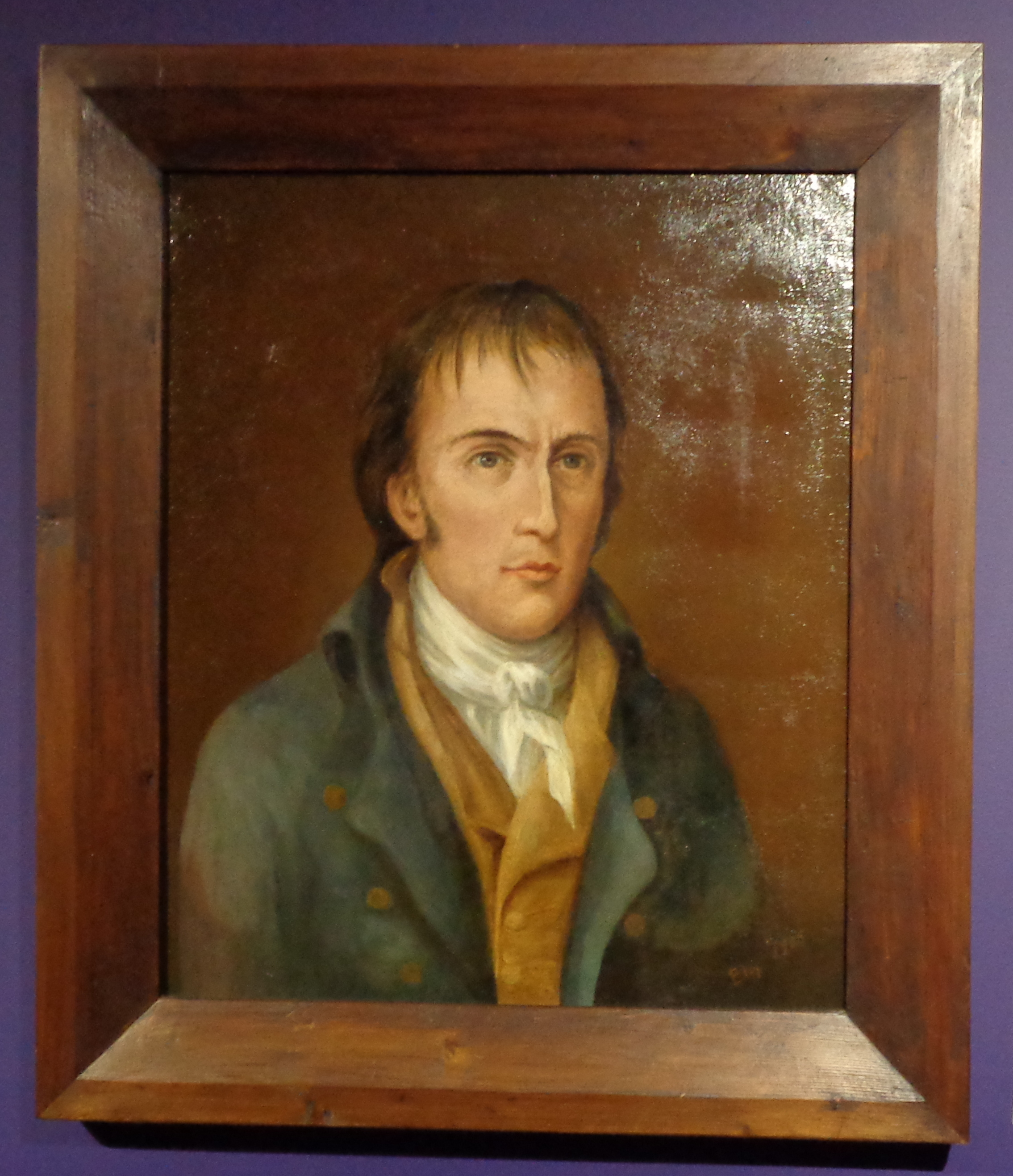
Bocage por João Elói do Amaral (1905)

Numa carta de 8 de novembro de 1787

## Obra Literária
Autor
- A Morte de D. Ignez (eBook)
- A Pavorosa Illusão (eBook)
- A Virtude Laureada (eBook)
- Elegia (eBook)
- Improvisos de Bocage (eBook)
- Mágoas Amorosas de Elmano (eBook)
- Queixumes do Pastor Elmano Contra a Falsidade da Pastora Urselina (eBook)

Tradutor
- As plantas
- Os jardins ou a arte de aformosear as paisagens
- Metamorfoses (Ovídio)

## Filmes e séries
Em 1997 foi lançado o filme brasileiro Bocage, o Triunfo do Amor, inspirado na obra do poeta. Em 2006 a história de Bocage foi adaptada para a TV numa mini-série produzida pela RTP e protagonizada por Miguel Guilherme.